# Nigerska nogometna reprezentacija
Nigerska nogometna reprezentacija predstavlja državu Niger u nogometu. Pod nadzorom je Nigerskog nogometnog saveza člana CAF-a. Reprezentacija igra u dresovima koji su u bojama državne zastave, narančasta, bijela i zelena.

## Povijest
Jedan od zapaženijih rezultata ove afričke države je nastup u kvalifikacijama za Svjetsko prvenstvo 1982. gdje su zbog gola u gostima prošli Somaliju (1:1) i Togo (2:2), ali su na kraju ispali od Alžira u trećem krugu kvalifikacija ukupnim rezultatom 4:1, Alžirci su se kasnije plasirali na spomenuto prvenstvo. 
1990. godine ostvarili su najveću pobjedu u povijesti kada su sa 7:1 savladali reprezentaciju Mauritanije. 
Najveći uspjeh nigerska reprezentacija je ostvarila plasmanom na Afrički kup nacija 2012. godine. U kvalifikacijama su bili prvi u svojoj skupini, a ostvarili su po tri domaće pobjede i tri poraza u gostima. U skupini su bili s Južnom Afrikom, Sijera Leoneom i Egiptom. Na završnom turniru u Gabonu i Ekvatorskoj Gvineji završili su posljednji u skupini bez osvojenog boda iza Gabona, Tunisa i Maroka. Na turniru su postigli samo jedan pogodak, a strijelac toga prvog, povijesnog, pogotka bio je William N'Gounou u susretu s Tunižanima (1:2).

## Vanjske poveznice
- Službene stranice Nigerskog nogometnog saveza